# NGC 3689
NGC 3689 este o radiogalaxie situată în constelația Leul. A fost descoperită în 6 aprilie 1785 de către William Herschel. Se află la o distanță de 45,71 de megaparseci de Pământ.